# Anillo

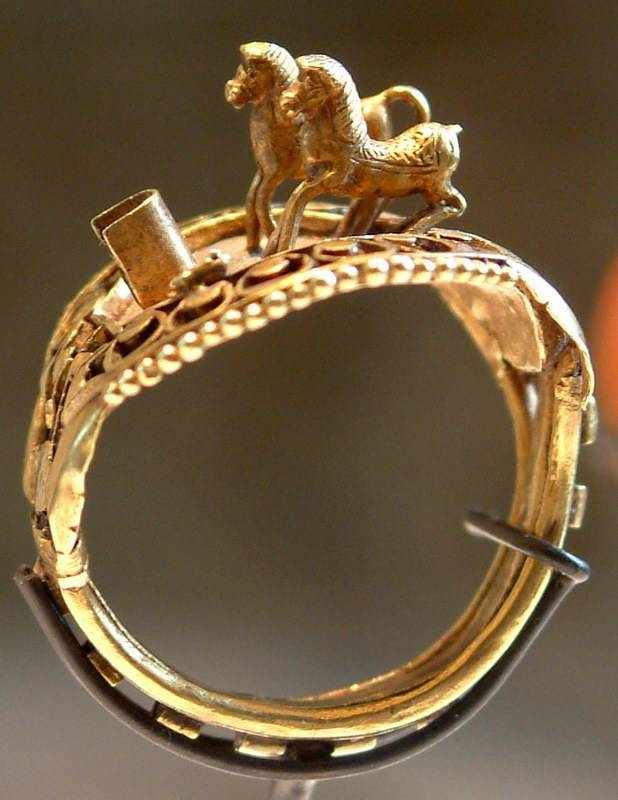
Anillo de Ramsés II.

El anillo, aro o sortija es un aro con más o menos decoración que se utiliza como adorno de los dedos de las manos. El anillo completo se compone de tres partes:
- el aro.
- el chatón o parte más o menos plana.
- la gema o piedra preciosa (colocada sobre el chatón) la cual a menudo se sustituye por vidrios o esmaltes de menor categoría que intentan imitarla, o por un grabado hueco que servía de sello para autentificar documentos.

La gema suele estar decorada con entalles o relieves y cuando no existe, el chatón lleva, por lo general, letras o figuras grabadas. Por la forma de las figuras que ostentan el chatón o la gema se reconoce la procedencia del anillo.
El anillo no siempre lleva gemas, pudiendo ser liso, curvado o de otra forma según el diseñador. Los anillos pueden ser realizados en diferentes tipos de metales. Los más solicitados se hacen en oro o plata. El anillo de bodas, llamado también alianza de matrimonio, es un aro normalmente liso en el cual, y en la parte interior, se graban los nombres de quienes contraen matrimonio. Este anillo suele hacerse en oro, siendo la pureza del oro de 18 quilates en España, 22 o 24 en los países árabes y de menor en otros países como Alemania.

## Historia
El anillo viene utilizándose como adorno de la mano en toda clase de personas ya desde el antiguo imperio egipcio, según lo han revelado los hallazgos realizados en sus tumbas. No parece que fuera conocido por los caldeos y asirios pero sí por los persas, fenicios, griegos, etruscos, romanos y demás pueblos occidentales, y hasta se ha encontrado aunque en forma muy sencilla en sepulturas prehistóricas de la primera Edad de los Metales. El material empleado en los anillos ha sido por lo común el oro, la plata, el bronce y el hierro, sin que hayan faltado anillos de marfil, de ámbar y vidrio. En ocasiones, los fabricados con materiales menos nobles se hallan recubiertos por una lámina de oro. 

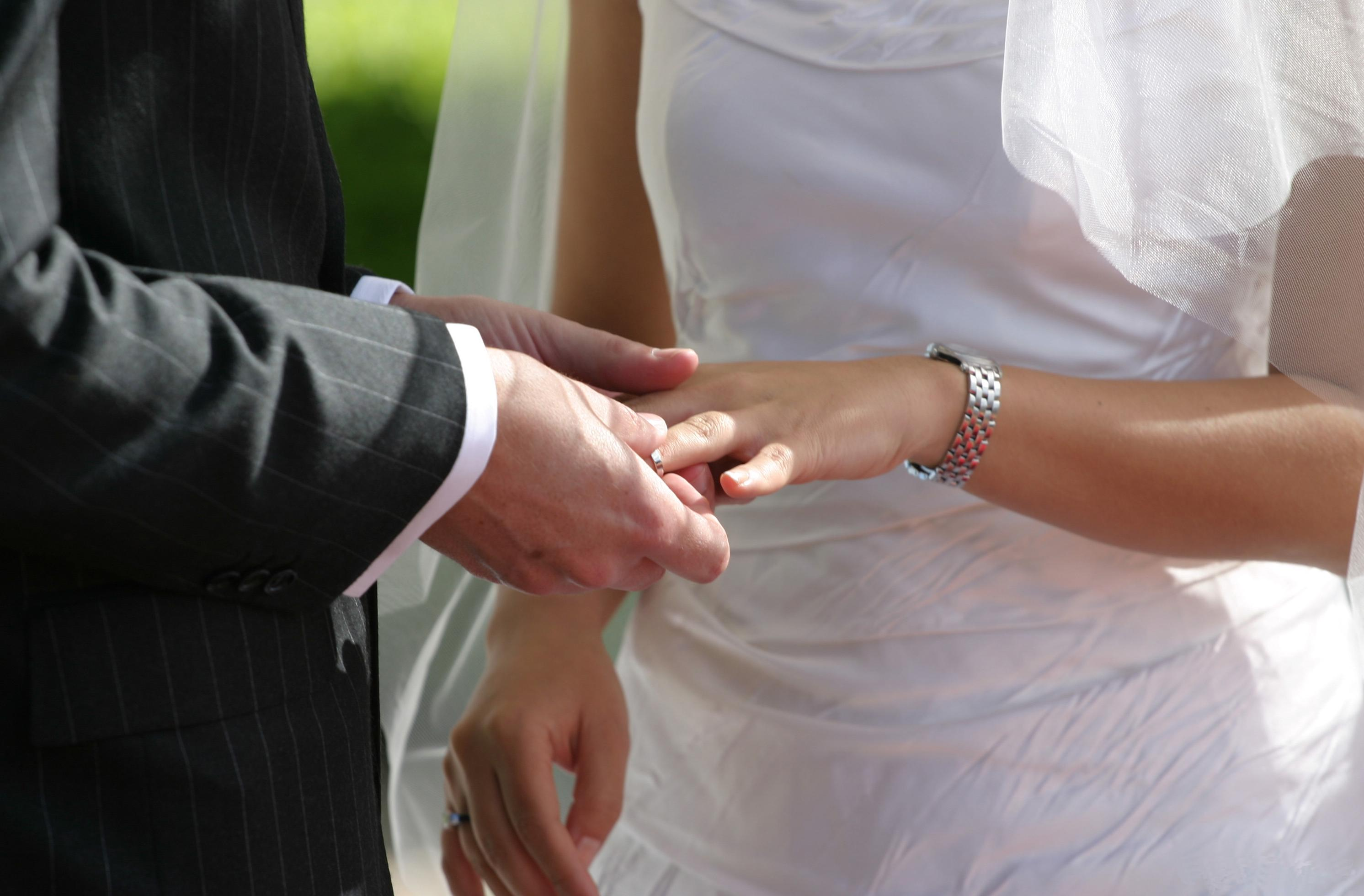
Marido colocando el anillo de boda a su esposa.

Pero no debe olvidarse que en la Edad Media fue muy común decorar anillos y otros objetos de orfebrería con gemas que pertenecieron a la civilización griega o romana de lo cual se ha dicho que se empleaba para ocultar la parte corrugada de los dedos, es bien conocido que se buscaba la perfección en estas culturas. En los anillos que se hicieron por los cristianos de los primeros siglos y de los que se han hallado numerosos ejemplares en las Catacumbas, se conoce su origen por los símbolos cristianos y las inscripciones que ostentan. Posteriormente, la Iglesia los adoptó para uso de los prelados.
No siempre se destinaron los anillos a ser ornamento de la mano, sino que, a menudo sirvieron exclusivamente para sellar y otras veces se aprovecharon para suspenderlos en los collares o para moneda o bien como objeto simbólico, de distinción y como superstición. Ni en todos los pueblos ha sido uniforme y libre la costumbre de adornarse las personas con anillos pues mientras que las tribus indígenas los han llevado hasta en los dedos de los pies, otros pueblos se los ponían únicamente en la mano derecha o en ambas manos, ya en todos los dedos ya en el dedo medio o en el anular tan solo. 
Entre los romanos fue privativo de las clases nobles o distinguidas el uso de anillos de oro hasta que Septimio Severo, a finales del siglo II lo concedió al ejército y posteriormente, Alejandro Severo lo extendió a todo ciudadano romano. 
En los primeros tiempos de la república, los senadores llevaban un anillo de hierro y los embajadores otro de oro. En Venecia, creyéndose los dux ser dueños y esposos del mar, renovaban todos los años sus esponsales arrojando al Adriático el día de la Ascensión un anillo de oro. La entrega de un anillo entre los árabes equivale a una promesa de matrimonio. Los romanos llevaban el anillo en la mano izquierda, los hebreos en la derecha, los griegos en la izquierda, precisamente en el dedo que hoy llamamos anular y los galos y bretones en el dedo medio. Los soldados cartagineses llevaban un anillo por cada campaña. Fue signo de esclavitud y se aplicaba como castigo.

## Clases de anillos
- Anillo de la promesa: Anillo simbólico que otorga un hombre a su pareja con la promesa de que ambos cumplirán los valores de la fidelidad, amor, entrega, apoyo, respeto, honestidad y felicidad.
- Anillo del pescador: Sello que llevan los breves y bulas pontificias.
- Anillo cardenalicio: Signo que entrega el Papa en la creación de cardenales en los consistorios, como símbolo de pertenencia al Sacro Colegio cardenalicio.
- Anillo de compromiso: Es el que se da en el momento de comprometerse en matrimonio.
- Anillo episcopal: El que reciben los obispos como prenda de su poder espiritual y de la alianza que contraen con la Iglesia.
- Anillo nupcial: Más conocido como alianza, es el que se dan los cónyuges en el acto religioso de la celebración del matrimonio, sea este religioso o no.
- Anillo sello: El que llevaban en el dedo los reyes de la Edad Media el cual les servía de sello.
- Sortija: Anillo liso matrimonial.

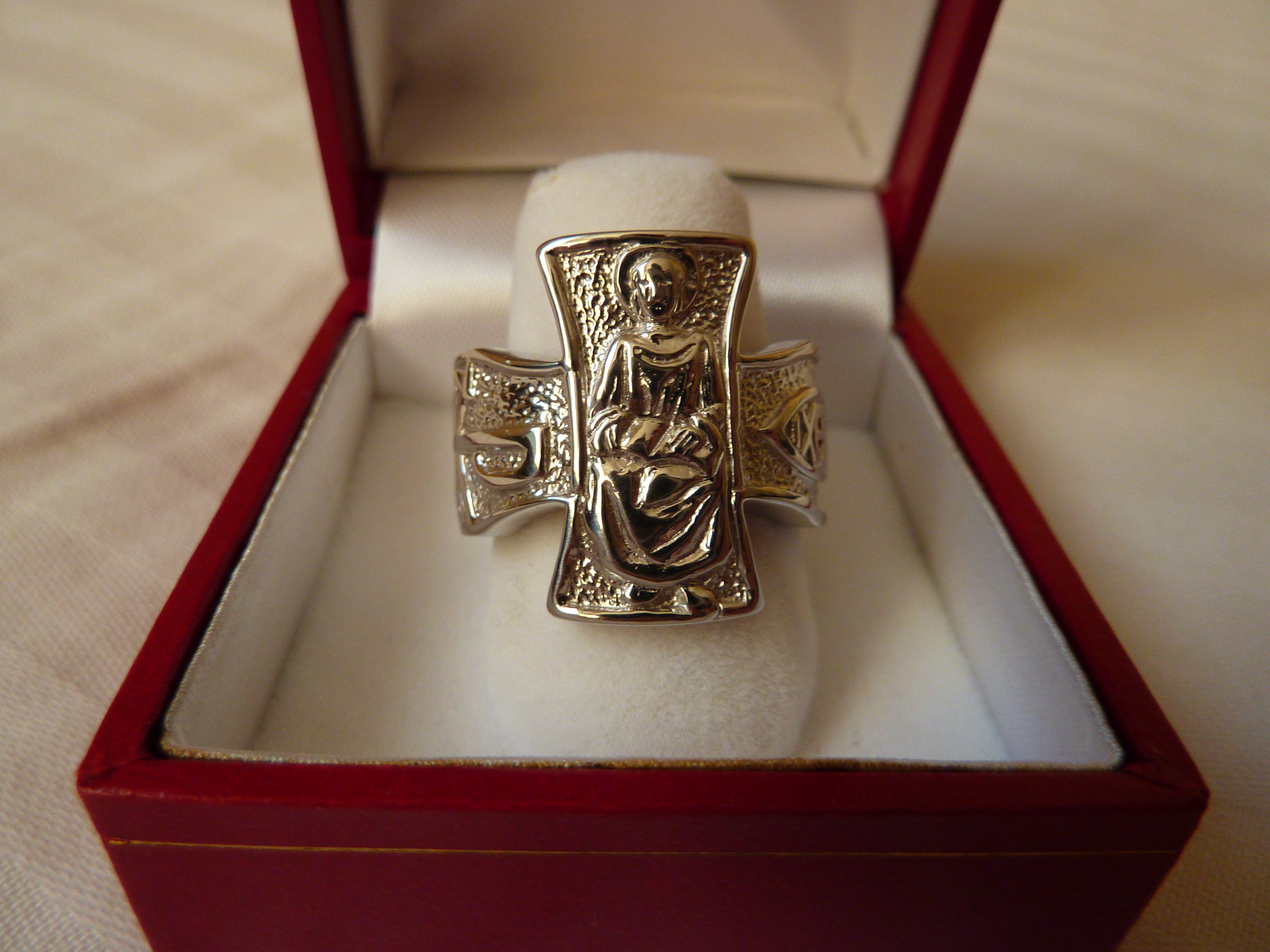
Anillo del pescador
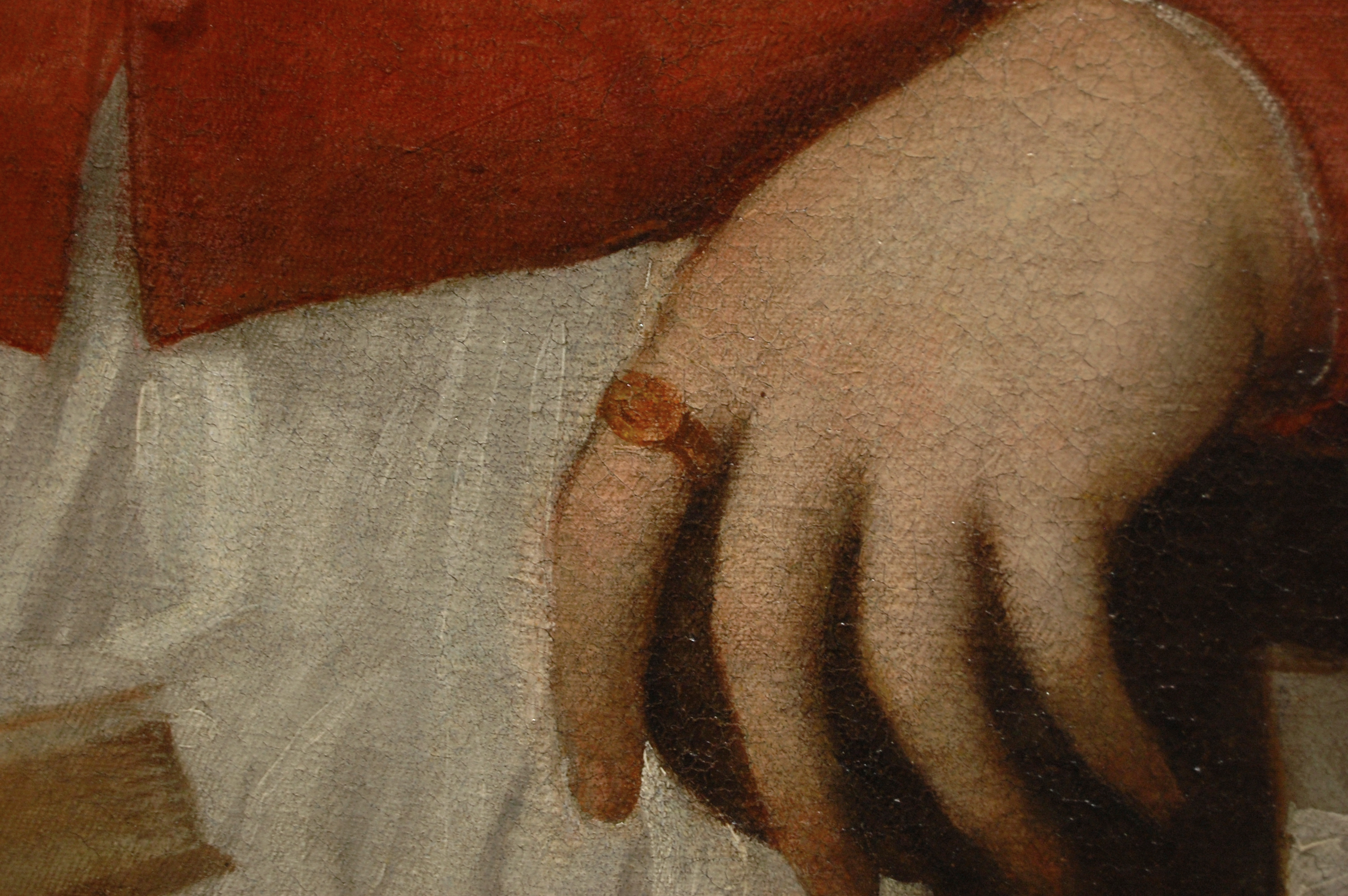
Anillo del cardenal en el retrato de Antonio Pallavicini
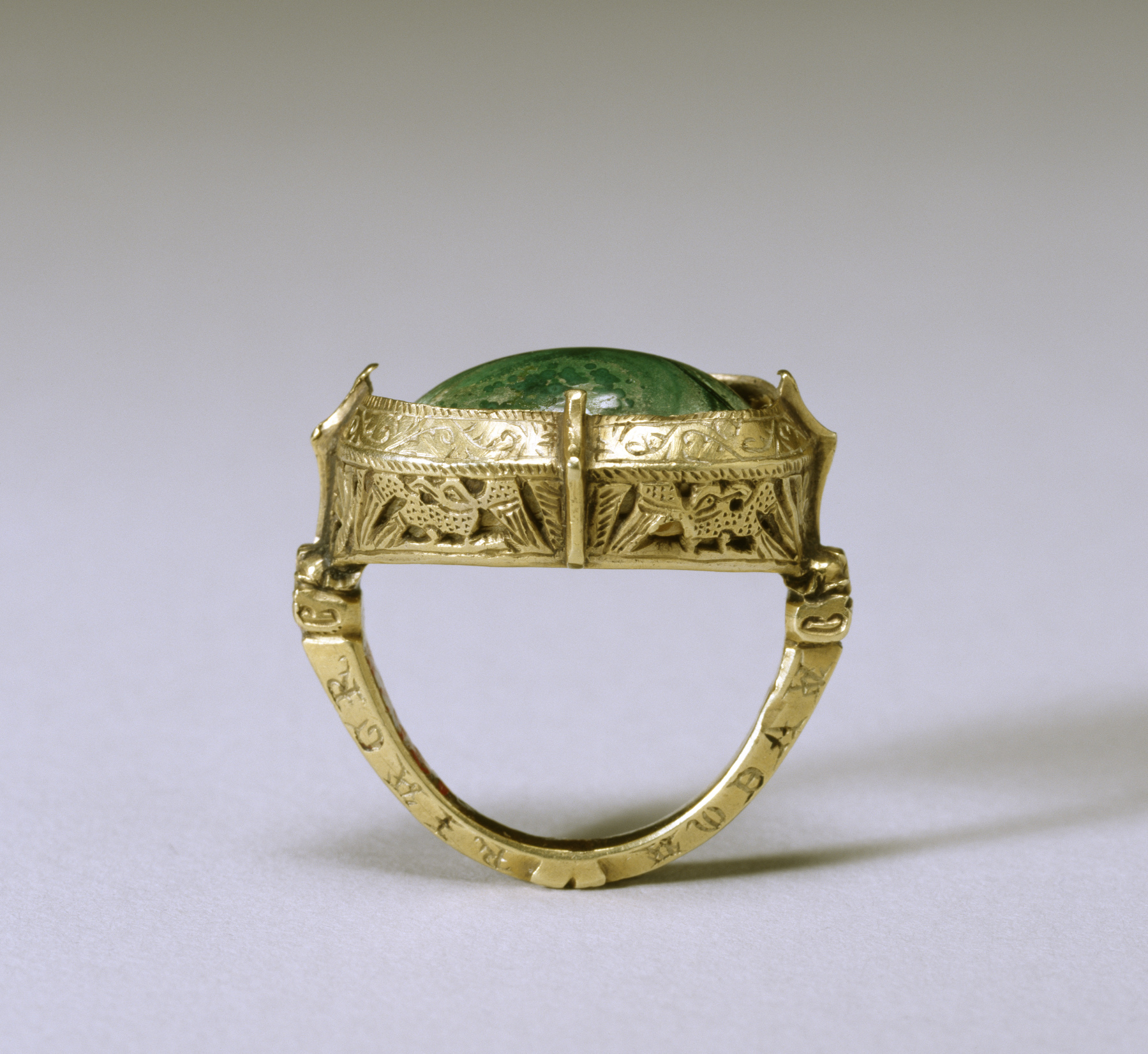
Anillo episcopal
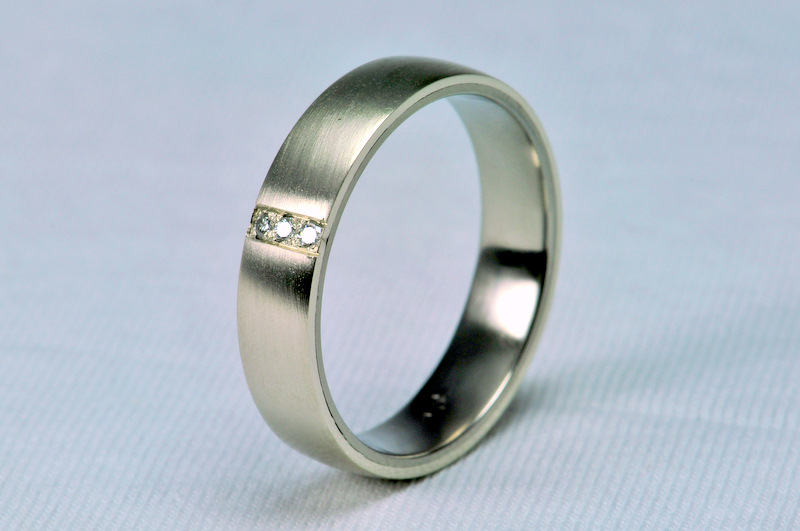
Alianza matrimonial
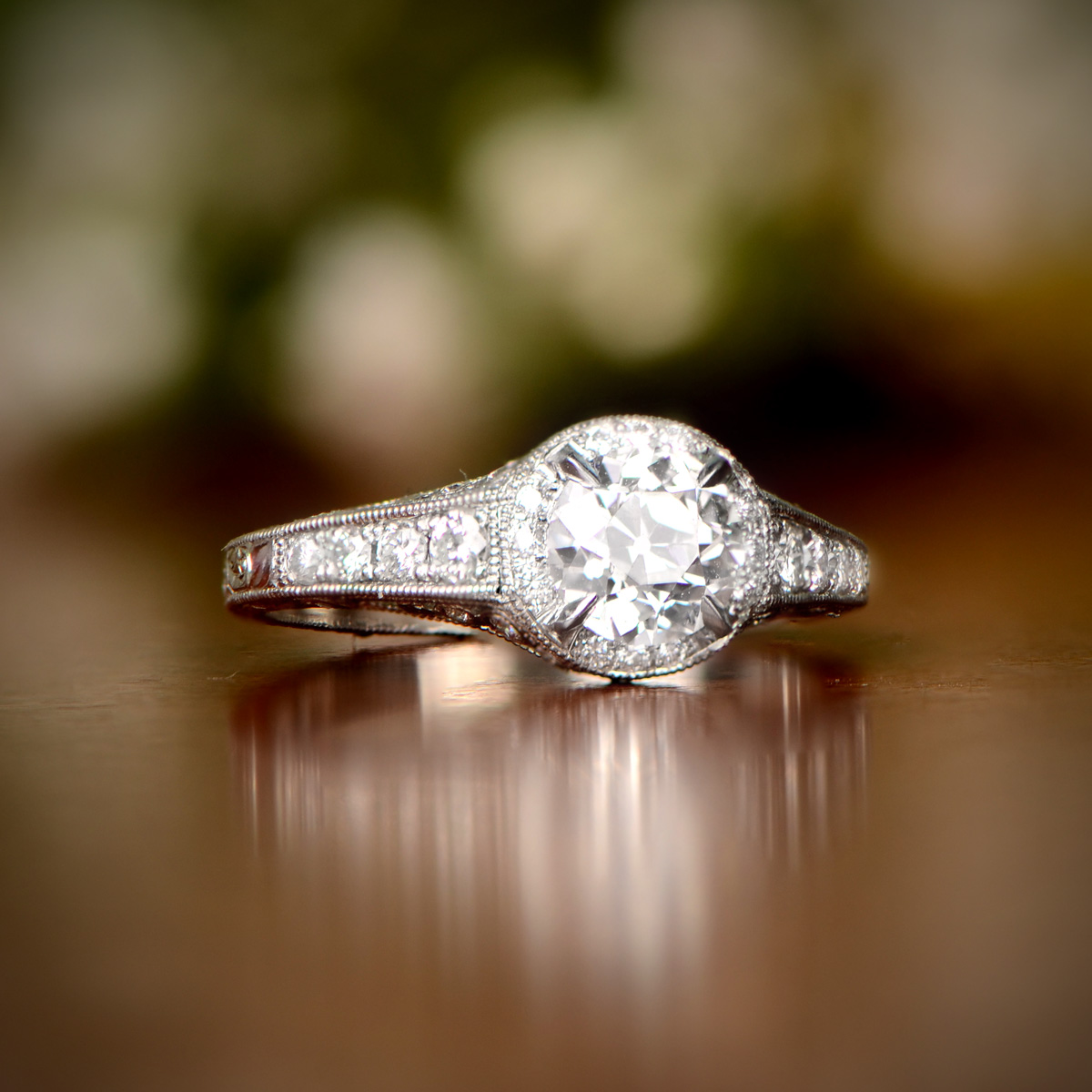
Anillo de compromiso
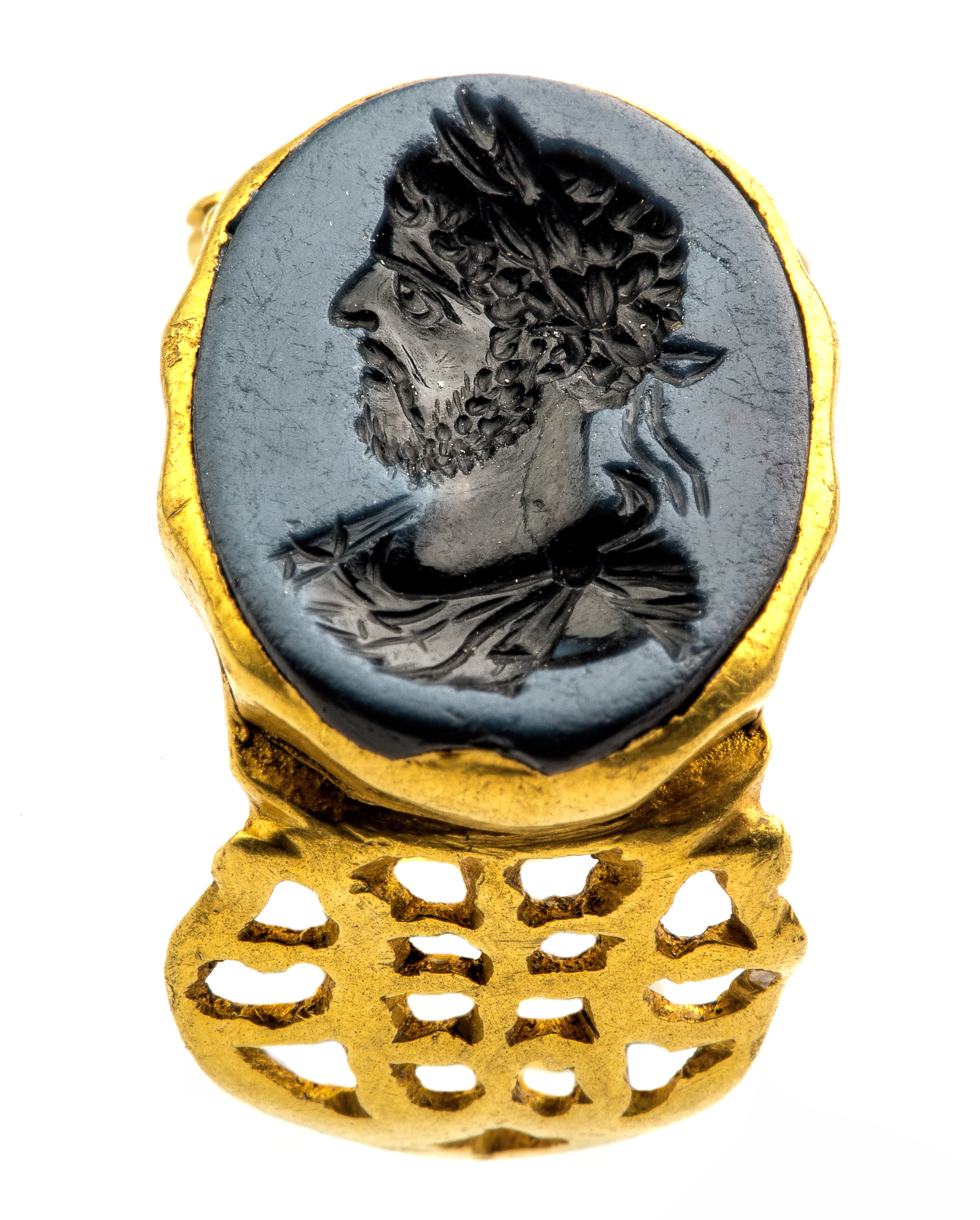
Anillo sello romano de oro con retrato de Cómodo, encontrado en Tongeren (Bélgica), Museo Galorromano de Tongeren
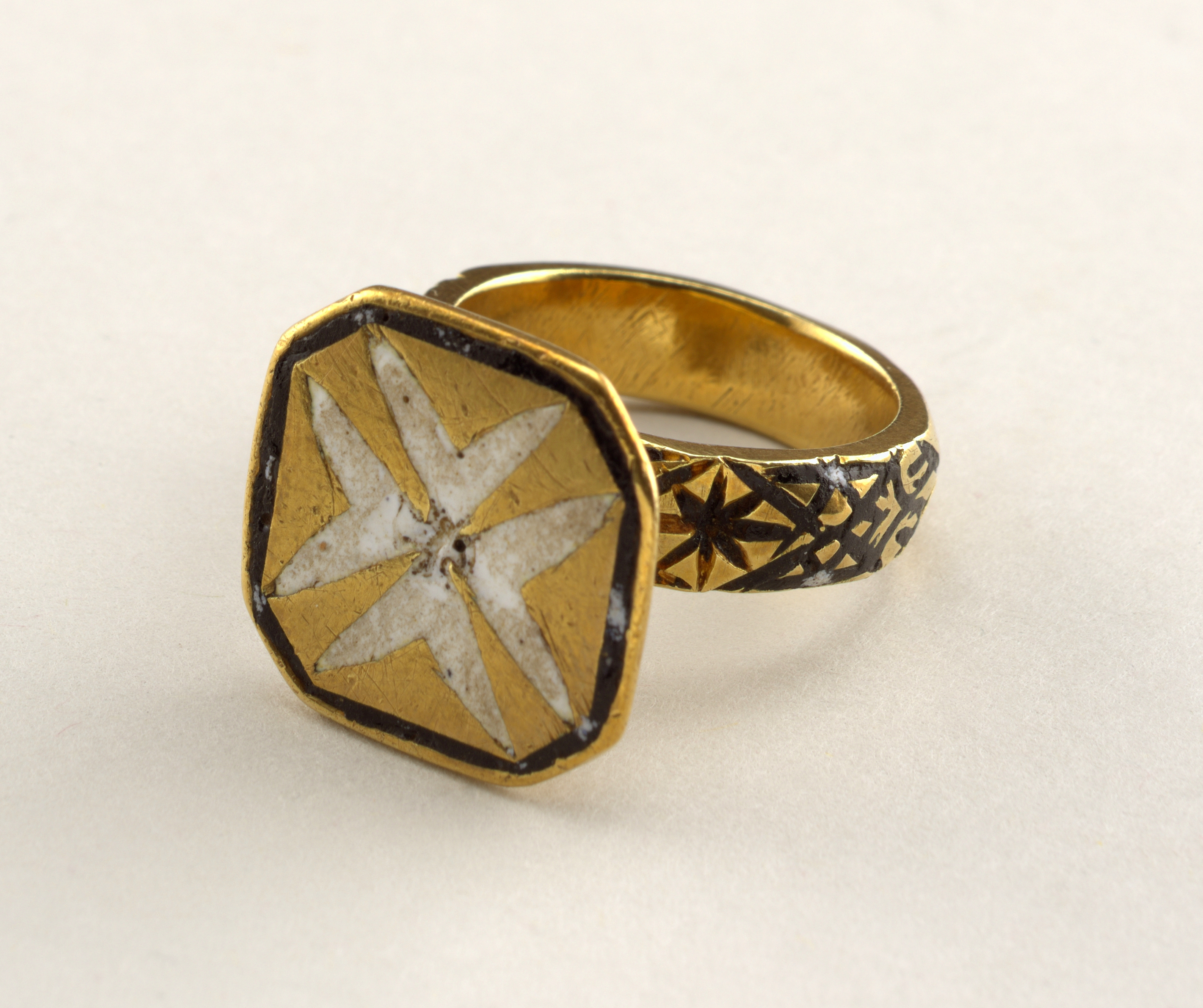
Anillo con sello, posiblemente del s. XVI

## Expresiones relacionadas
- Venir como anillo al dedo. Adecuarse algo perfectamente a alguien.
- Caérsele a uno los anillos. Considerar alguien una actividad demasiado humillante como para realizarla. Se utiliza normalmente en sentido negativo: no se me van a caer los anillos por hacer esto.